# Amt Stargarder Land
Het Amt Stargarder Land is een samenwerkingsverband van 6 gemeenten binnen het landkreis Mecklenburgische Seenplatte in de Duitse deelstaat Mecklenburg-Voor-Pommeren. Het Amt telt 9.811 inwoners. Het bestuurscentrum bevindt zich in de stad Burg Stargard.

## Gemeenten
Het Amt bestaat uit de volgende gemeenten:
1. Burg Stargard, stad * (5.359)
2. Cölpin (814)
3. Groß Nemerow (1.150)
4. Holldorf (765)
5. Lindetal (1.168)
6. Pragsdorf (555)